# Oblast de Batoum
1878–1918
Entités précédentes :
- Gouvernement de Koutaïssi

Entités suivantes :
- République socialiste fédérative soviétique de Transcaucasie

L’oblast de Batoum (en russe : Батумская область, en géorgien : ბათუმის ოლქი) est un oblast de l'Empire russe qui exista de 1878 à 1883 puis de nouveau de 1903 à 1918. Son centre administratif était la ville de Batoum.

## Géographie
L'oblast de Batoum est situé dans le sud-ouest de la Géorgie actuelle, sur les bords de la Mer Noire. Il était bordé au nord par le gouvernement de Koutaïssi, à l'est par le gouvernement de Tiflis et l’oblast de Kars, au sud par l'Empire ottoman et à l'ouest par la mer Noire.

## Histoire
L’oblast de Batoum est créé en 1878 à partir du sandjak de Batoum cédé par l’Empire ottoman à l’Empire russe lors du traité de San Stefano de 1878. En 1883 son territoire est rattaché au gouvernement de Koutaïssi. En 1903 l’oblast est reformé et perdure jusqu’à la guerre civile.

## Subdivisions administratives
L’oblast comportait de 1903 à 1918 deux ouïezds : Batoum et Artvin.